# Lipotriches williamsi
Lipotriches williamsi är en biart som först beskrevs av Cockerell 1930.  Lipotriches williamsi ingår i släktet Lipotriches och familjen vägbin. Inga underarter finns listade i Catalogue of Life.